# Йейтс, Эдмунд Ходжсон
Эдмунд Ходжсон Йейтс (англ. Edmund Hodgson Yates; 3 июля 1831 — 20 мая 1894) — английский писатель, драматург, издатель, журналист.

## Биография
Эдмунд Йейтс родился 3 июля 1831 года в городе Эдинбурге. Работал почтовым служащим, затем журналистом, драматическим писателем. Йейтс — автор многочисленных пьес и романов.
Читал публичные лекции в США; после возвращении в Лондон стал издавать «The World», скоро ставший влиятельным печатным изданием. Из его романов наиболее известны: «My haunts and their frequenters» (1854), «After office hours» (1861), «Kissing the rod» (1866), «The Yellow Flag» (1873), «The Impending Sword» (1874). автобиографию он издал под заглавием «Personal reminiscences and experiences» (1884).
Эдмунд Ходжсон Йейтс скончался 20 мая 1894 года.

## Избранная библиография
- «My haunts and their frequenters» (1854),
- «After office hours» (1861),
- «Broken to Harness» (1864);
- «Land at last» (1866);
- «Running the gauntlet» (1866—1867);
- «Kissing the rod» (1866);
- «The forlorn hope»(1867);
- «The black sheep» (1867);
- «The rock ahead» (1868);
- «Wrecked in port» (1869);
- «A righted wrong» (1870);
- «Dr. Wainwright's patient» (1871);
- «Nobody's fortune» (1871);
- «Castaway» (1872);
- «A waiting race» (1872);
- «The yellow flag» (1872);
- «Two by tricks» (1874);
- «The impending sword» (1874);
- «The silent witness» (1875)
- «Personal reminiscences and experiences» (автобиография; 1884)